# Marianne Werdel
Marianne Werdel (Los Angeles, 17 ottobre 1967) è un'ex tennista statunitense.
È conosciuta anche come Marianne Werdel-Witmeyer dopo aver sposato il giocatore di baseball Ron Witmeyer.

## Carriera
In carriera ha raggiunto in singolare la 21ª posizione della classifica WTA, mentre in doppio ha raggiunto il 45º posto. Nei tornei del Grande Slam ha ottenuto il suo miglior risultato raggiungendo le semifinali nel singolare agli Australian Open nel 1995.

## Statistiche

### Singolare

#### Finali perse (6)
| Numero | Anno              | Torneo                                | Superficie | Avversaria in finale | Punteggio     |
| 1.     | 30 luglio 1989    | Schenectady Open, Schenectady         | Cemento    | Laura Arraya         | 4-6, 3-6      |
| 2.     | 27 agosto 1990    | Schenectady Open, Schenectady         | Cemento    | Anke Huber           | 1-6, 7-5, 4-6 |
| 3.     | 21 ottobre 1990   | Virginia Slims of Arizona, Scottsdale | Cemento    | Conchita Martínez    | 5-7, 1-6      |
| 4.     | 18 aprile 1993    | Pattaya Women's Open, Pattaya         | Cemento    | Yayuk Basuki         | 3-6, 1-6      |
| 5.     | 19 settembre 1993 | Hong Kong Open, Hong Kong             | Cemento    | Wang Shi-ting        | 4-6, 6-3, 5-7 |
| 6.     | 12 gennaio 1997   | Tasmanian International, Hobart       | Cemento    | Dominique Monami     | 3-6, 3-6      |

### Doppio

#### Finali perse (6)
| Numero | Anno              | Torneo                                       | Superficie  | Compagna          | Avversarie in finale             | Punteggio         |
| 1.     | 24 maggio 1992    | WTA Swiss Open, Lucerna                      | Terra rossa | Karina Habšudová  | Amy Frazier Elna Reinach         | 5-7, 2-6          |
| 2.     | 23 maggio 1993    | WTA Swiss Open, Lucerna                      | Terra rossa | Lindsay Davenport | Mary Joe Fernández Helena Suková | 2-6, 4-6          |
| 3.     | 19 settembre 1993 | Hong Kong Open, Hong Kong                    | Cemento     | Debbie Graham     | Karin Kschwendt Rachel McQuillan | 6-1, 6-7, 2-6     |
| 4.     | 12 febbraio 1995  | Ameritech Cup, Chicago                       | Sintetico   | Tami Whitlinger   | Gabriela Sabatini Brenda Schultz | 7-5, 6(4),-7, 4-6 |
| 5.     | 25 maggio 1996    | Internationaux de Strasbourg, Strasburgo     | Terra rossa | Tami Whitlinger   | Yayuk Basuki Nicole Bradtke      | 7-5, 4-6, 4-6     |
| 6.     | 23 febbraio 1997  | IGA U.S. Indoor Championships, Oklahoma City | Cemento     | Tami Whitlinger   | Rika Hiraki Nana Miyagi          | 4-6, 1-6          |